# District de Yūki
Le district de Yūki (結城郡, Yūki-gun) est un district de la préfecture d'Ibaraki au Japon.
Au 1er janvier 2014, sa population était de 22 486 habitants pour une superficie de 59,1 km2.

## Commune du district
- Yachiyo